# Kōhei Matsumoto (futbolista nacido en 1989)
Kōhei Matsumoto (松本 光平 Matsumoto Kōhei?,  nacido el 3 de mayo de 1989 en Osaka, Osaka) es un futbolista japonés. Juega de defensa y su equipo actual es el Hienghène Sport de la Superliga de Nueva Caledonia.

## Trayectoria

### Clubes
| Club                        | País            | Año             |
| --------------------------- | --------------- | --------------- |
| Brisbane Roar               | Australia       | 2012 - 2013     |
| Auckland City               | Nueva Zelanda   | 2014 - 2015     |
| Hawke's Bay United          | Nueva Zelanda   | 2015 - 2018     |
| Rewa F.C. (préstamo)        | Fiyi            | 2017            |
| Waitakere United            | Nueva Zelanda   | 2018 - 2019     |
| Malampa Revivors (préstamo) | Vanuatu         | 2019            |
| Hamilton Wanderers          | Nueva Zelanda   | 2019            |
| Hienghène Sport             | Nueva Caledonia | 2019 - Presente |